# エーリッヒ・フェルギーベル

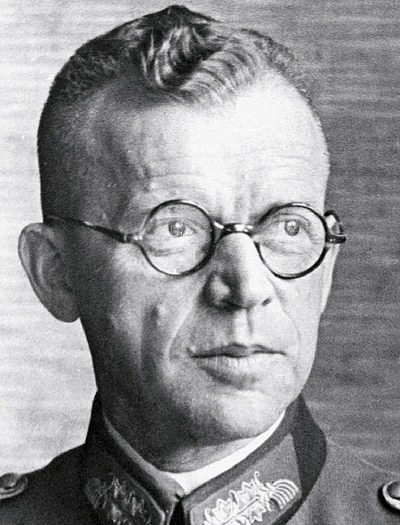
エーリッヒ・フェルギーベル

エーリッヒ・フェルギーベル(Erich Fellgiebel, 1886年10月4日 - 1944年9月4日)は、第二次大戦中のドイツ陸軍の通信兵大将。ヒトラー抵抗運動の一員。マンシュタイン元帥とは親友の間柄だった。

## 来歴
ドイツ帝国・ブレスラウ近郊のペーペルヴィッツ（現在のポーランド・ドルヌィ・シロンスク県ポポヴィツェ）出身。
1905年9月に士官候補生としてプロイセン陸軍の電信大隊に入営。第一次世界大戦中は陸軍参謀本部に勤務。第一次世界大戦後も参謀将校としてベルリンに勤務。高級将校教育課程を修了し1928年に少佐、1933年に中佐、1934年に大佐に昇任。1938年には少将に昇進し、陸軍通信部隊(de) (英:Chief of the Army' Signals Establishment) のトップならびに国防軍最高司令部の通信部門の責任者。1940年に通信兵大将に昇進。
陸軍参謀長のルードヴィヒ・ベック上級大将とその後任フランツ・ハルダー上級大将がフェルギーベルを反ヒトラー活動に引き入れた。ヒトラーは、彼の専門知識を評価していた。東プロイセンの総統大本営「ヴォルフスシャンツェ」に通信部門の責任者として勤務していた。
1944年7月20日のヒトラー暗殺計画ならびにクーデター計画に関与してヴォルフスシャンツェの通信回線の切断を試みた。暗殺が未遂に終わりヒトラーの生存を確認すると、ベルリンの国内予備軍司令部に総統が生きていると直接電話連絡した。

## 人民法廷
ヒトラーは全ての被告人を軍法会議ではなくローラント・フライスラーが長官を務める人民法廷の公判に付すように命じた。軍籍にある者は、民間人を対象とする普通裁判所ではなく、ライヒ戦争裁判所(軍法会議に相当)(de)で裁かれるのが通常である。このために、軍籍にある被告人は、まず名誉法廷で軍籍を剥奪された上、普通裁判に付された。
名誉法廷に判士として参加したのがフォン・ルントシュテット元帥を長としてカイテル、グデーリアン、シュロート、シュペヒト、クリーベル、キルヒハイムである。ここで55名の軍人が軍籍を剥奪された。フェルギーベルは7月20日午後逮捕され、軍籍を剥奪されて、1944年8月10日に人民法廷(de)で裁判長ローラント・フライスラーから死刑を宣告された。ゲシュタポはやがて、より多くの陰謀加担者についての情報を聞き出すため、まだ利用価値が有るとみた者たちの処刑を延期する事になる。ヒトラーは「陰謀者たちを即決裁判にかけ迅速に処刑せよ」と命令していたが、彼の処刑は9月4日まで延期され、ベルリンのプレッツェンゼー刑務所で執行された。